# محطة برجمان (مترو دبي)
برجمان هي محطة عبور سريعة تخدم الخطين الأحمر والأخضر لمترو دبي في مدينة دبي. وهي إحدى محطتي تحويل بين الخطين المذكورين وتسمى الأخرى بمحطة اتحاد . منذ بدء الخدمة، استخدم أكثر من 611,15 مليون مسافر محطة برجمان، مما يجعلها ثاني أكثر محطات شبكة مترو دبي ازدحامًا.

## التاريخ
برجمان هي واحدة من أولى محطات مترو دبي، تم افتتاح برجمان باسم محطة خالد بن الوليد في 9 سبتمبر 2009 كجزء من الامتداد الأولي للخط الأحمر من محطة الراشدية إلى محطة جبل علي إلى جانب سبع محطات وسيطة أخرى. في 30 ديسمبر 2012، تمت إعادة تسمية المحطة على اسم مركز برجمان للتسوق الموجود خارج المخرج 3 من هذه المحطة، والذي أصبح مستخدماً بشكل عام على الرغم أنه ليس الاسم الرسمي.

## الموقع
تقع محطة برجمان في المركز التاريخي لمدينة دبي، أسفل مركز برجمان للتسوق، والذي سميت باسمه. على وجه التحديد، تقع أسفل تقاطع شارع الشيخ خليفة بن زايد آل نهيان وشارع خالد بن الوليد. وهي المحطة الأقرب للعديد من القنصليات، منها قنصليات كندا ومصر والهند والمملكة المتحدة.

## تخطيط المحطة
إلى جانب الاتحاد، تعد برجمان واحدة من محطتي التبادل على مترو دبي، مما يمنحها تصميمًا غير تقليدي كما انها إحدى أكبر المحطات في النظام. يسير الخط الأحمر أسفل شارع الشيخ خليفة بن زايد، متقاطعًا بشكل عمودي مع الخط الأخضر الذي يقع أسفل طريق خالد بن الوليد. كلا الخطين الأحمر والأخضر يستخدمان منصتين جانبيتين مع منصتين على مستويات مختلفة.

## أوقات عمل مترو دبي للمحطات
- السبت إلى الأربعاء: من الساعة 5:50 صباحاً – 12 منتصف الليل
- الخميس: 5:50 صباحاً – 1 بعد منتصف الليل
- الجمعة: 1 ظهراً – 1 بعد منتصف الليل

## الوصول إلى المحطة
يمكن الوصول إلى محطات مترو دبي إما عن طريق استقلال السيارة الخاصة، أو عن طريق سيارات الأجرة أو الحافلات المغذية، ولكن أولاً يجب تتبع خريطة مترو دبي للتمكن من التعرف على خط سير الرحلة. تنقل الحافلات المغذية الأفراد مباشرة من موقعهم الحالي إلى المحطة
- C2 حديقة زعبيل – مبنى المطار رقم 2
- C3 محطة حافلات هور العنز – محطة حافلات الكرامة
- C5 محطة حافلات سوق الذهب – محطة حافلات الغبيبة
- C10 ميناء الحمرية – حديقة شاطئ الجميرا
- C18 مساكن الشيخ راشد، القصيص – المسي بلازا
- C19 محطة حافلات الغبيبة – القصيص الصناعية
- C55 محطة حافلات سوق الذهب – محطة حافلات الغبيبة
- X23 محطة حافلات سوق الذهب – المدينة العالمية
- 21 محطة حافلات الغبيبة – القوز الصناعية 4
- 33 محطة حافلات الغبيبة – محطة حافلات القصيص
- 42 محطة حافلات الغبيبة – مبنى المطار رقم1
- 44 محطة حافلات الغبيبة – دبي فستيفال ستي
- 61 محطة حافلات الغبيبة –رأس الخور
- 61D محطة حافلات الغبيبة – عيادة ند الشبا
- 66 محطة حافلات الغبيبة – الفقع
- 67 محطة حافلات الغبيبة – قرية دبي الدولية للقدرة